# 拉尼河
拉尼河是白俄羅斯的河流，屬於普里皮亞季河的左支流，由明斯克州和布列斯特州負責管轄，河道全長147公里，流域面積2,190平方公里，每年十二月至翌年三月結冰。